# Psyche nigrimanus
Psyche nigrimanus är en fjärilsart som beskrevs av Walker 1870. Psyche nigrimanus ingår i släktet Psyche och familjen säckspinnare. Inga underarter finns listade.